# Fussball Club Südtirol 2019-2020
Questa voce raccoglie le informazioni riguardanti il Fussball Club Südtirol nelle competizioni ufficiali della stagione 2019-2020.

## Stagione
Nella stagione 2019-2020 il Sudtirol allenato da Stefano Vecchi disputa il girone B del campionato di Serie C. Un campionato che non si è potuto concludere per l'aggravarsi della pandemia da Covid-19 che non ha risparmiato il mondo del calcio. Il torneo è stato interrotto a metà febbraio giunto alla 27ª giornata e non è stato portato a termine. L'8 giugno 2020 il Consiglio Federale ha omologato la classifica, ritenendo così concluso a quel punto il torneo. I biancorossi altoatesini sono risultati in sesta posizione con 48 punti, con diritto acquisito a disputare i Play-off, saltando il primo turno a gironi. Nel secondo turno dei quali, il 5 luglio dopo cinque mesi di inattività, il Sudtirol incrocia la Triestina, che vince (0-1) a Bolzano. Per il Sudtirol arriva in doppia cifra con 10 reti firmate in campionato il milanese Simone Mazzocchi. Nella Coppa Italia nazionale i biancorossi superano il primo turno (4-2) con il Fasano, nel secondo turno espugnano Chiavari (1-2) all'Entella, nel terzo turno vengono eliminati a Udine (3-1) per i friulani. Nel primo turno della Coppa Italia di Serie C a ottobre il Sudtirol perde (0-1) con la Feralpisalò.

## Divise e sponsor
Il fornitore di materiale tecnico per la stagione 2019-2020 è Boxeur Des Rues, mentre gli sponsor ufficiali di maglia sono i seguenti:
- Duka (azienda produttrice di arredi per bagno), il cui marchio appare al centro delle divise
- Südtirol, sulla manica sinistra
- Alperia (società elettrica altoatesina), il cui marchio appare al centro delle divise

Rispetto alla stagione precedente sono invariate la maglia interna e quella per il portiere, mentre la maglia esterna nera presenta sul petto la medesima fascia della home ma in versione "tono su tono" grigia, insieme a inserti a forma di scaglione sulla parte bassa dei fianchi.
| Casa | Trasferta | Portiere |

## Organigramma societario
Area direttiva
- Presidente: Walter Baumgartner
- Vicepresidente vicario: Johann Krapf
- Vicepresidente: Roberto Zanin
- Amministratore delegato: Dietmar Pfeifer
- Direttore Operativo: Hannes Fischnaller
- Organizzazione/Segreteria: Verena Pattis
- Responsabile Amministrativo: Gianluca Leonardi
- Collaboratore Amministrativo: Emiliano Bertoluzza

Area tecnica
- Direttore sportivo: Paolo Bravo
- Direttore area tecnica: Alessandro Barilli
- Team manager: Emiliano Bertoluzza
- Allenatore: Stefano Vecchi
- Allenatore in seconda: Aldo Monza
- Allenatore dei portieri: Reinhold Harrasser
- Preparatore atletico: Alberto Berselli
- Magazzinieri: Luca Palmino, Michele Solda

Area sanitaria
- Medico sociale: Mario Endrizzi
- Fisioterapisti: Paolo Cadamuro, Gabriele Vanzetta

## Rosa
| N. |                    | Ruolo | Calciatore             |
| -- | ------------------ | ----- | ---------------------- |
| 1  | Italia (bandiera)  | P     | Tommaso Cucchietti     |
| 3  | Italia (bandiera)  | D     | Alessandro Fabbri      |
| 5  | Francia (bandiera) | D     | Kévin Vinetot          |
| 6  | Italia (bandiera)  | D     | Nicolò Gigli           |
| 7  | Italia (bandiera)  | A     | Gianluca Turchetta     |
| 8  | Italia (bandiera)  | C     | Emanuele Gatto         |
| 9  | Italia (bandiera)  | A     | Simone Mazzocchi       |
| 10 | Italia (bandiera)  | C     | Hannes Fink (capitano) |
| 11 | Italia (bandiera)  | A     | Mirco Petrella         |
| 12 | Italia (bandiera)  | P     | Roberto Taliento       |
| 13 | Italia (bandiera)  | D     | Simone Davi            |
| 14 | Italia (bandiera)  | C     | Luca Berardocco        |
| 16 | Italia (bandiera)  | D     | Marco Crocchianti      |
| 17 | Italia (bandiera)  | C     | Daniele Casiraghi      |

| N. |                      | Ruolo | Calciatore         |
| -- | -------------------- | ----- | ------------------ |
| 18 | Italia (bandiera)    | A     | Matteo Rover       |
| 19 | Italia (bandiera)    | D     | Mario Ierardi      |
| 20 | Italia (bandiera)    | A     | Manuel Fischnaller |
| 21 | Italia (bandiera)    | D     | Fabian Tait        |
| 22 | Italia (bandiera)    | P     | Kristian Grbic     |
| 23 | Italia (bandiera)    | C     | Tommaso Morosini   |
| 23 | Italia (bandiera)    | C     | Matteo Gasperi     |
| 24 | Italia (bandiera)    | C     | Vittorio Fabris    |
| 25 | Rep. Ceca (bandiera) | D     | Jan Polák          |
| 26 | Italia (bandiera)    | D     | Alberto Alari      |
| 27 | Italia (bandiera)    | C     | Giordano Trovade   |
| 28 | Italia (bandiera)    | A     | Niccolò Romero     |
| 29 | Albania (bandiera)   | A     | Eljon Toci         |
| 30 | Italia (bandiera)    | C     | Marco Beccaro      |

## Calciomercato

### Sessione estiva(dall'1/7 al 2/9)
| Acquisti | Acquisti           | Acquisti          | Acquisti      |
| R.       | Nome               | da                | Modalità      |
| -------- | ------------------ | ----------------- | ------------- |
| P        | Tommaso Cucchietti | Torino            | prestito      |
| P        | Kristian Grbic     | Virtus Verona     | svincolato    |
| P        | Roberto Taliento   | Atalanta          | prestito      |
| P        | Simone Tononi      | Inter             | fine prestito |
| D        | Alberto Alari      | Atalanta          | prestito      |
| D        | Simone Davi        | Virtus Bolzano    | fine prestito |
| D        | Marjan Gurini      | Delta Porto Tolle | fine prestito |
| D        | Mario Ierardi      | Genoa             | svincolato    |
| D        | Jan Polák          | Teramo            | svincolato    |
| C        | Daniele Casiraghi  | Gubbio            | svincolato    |
| C        | Emanuele Gatto     | Alessandria       | svincolato    |
| C        | Giordano Trovade   | Bologna           | svincolato    |
| A        | Simone Mazzocchi   | Atalanta          | definitivo    |
| A        | Mirco Petrella     | Triestina         | definitivo    |
| A        | Matteo Rover       | Inter             | prestito      |
| A        | Lorenzo Sgarbi     | Napoli            | fine prestito |

| Cessioni | Cessioni             | Cessioni             | Cessioni      |
| R.       | Nome                 | a                    | Modalità      |
| -------- | -------------------- | -------------------- | ------------- |
| P        | Emanuele Gentile     | Dro                  | svincolato    |
| P        | Michele Nardi        | Parma                | fine prestito |
| P        | Federico Ravaglia    | Bologna              | fine prestito |
| D        | Nicolò Casale        | Verona               | fine prestito |
| D        | Fabio Della Giovanna | SPAL                 | fine prestito |
| D        | Gjon Gurini          | Vigasio              | svincolato    |
| D        | Marjan Gurini        |                      | svincolato    |
| D        | Alessandro Mattioli  | Inter                | fine prestito |
| D        | Luca Oneto           |                      | svincolato    |
| D        | Danilo Pasqualoni    | Arzignano Valchiampo | svincolato    |
| C        | Stefano Antezza      | Spezia               | fine prestito |
| C        | Francesco De Rose    | Reggina              | svincolato    |
| C        | Andrea Romanò        | Inter                | fine prestito |
| A        | Caio de Cenco        | Padova               | fine prestito |
| A        | Gabriel Lunetta      | Atalanta             | fine prestito |
| A        | Lorenzo Sgarbi       | Napoli               | definitivo    |

### Sessione invernale(dal 2/1 al 31/1)
| Acquisti | Acquisti           | Acquisti      | Acquisti   |
| R.       | Nome               | da            | Modalità   |
| -------- | ------------------ | ------------- | ---------- |
| D        | Nicolò Gigli       |               | svincolato |
| C        | Marco Beccaro      | Triestina     | definitivo |
| C        | Matteo Gasperi     | Virtus Verona | svincolato |
| A        | Manuel Fischnaller | Catanzaro     | definitivo |

| Cessioni | Cessioni         | Cessioni  | Cessioni   |
| R.       | Nome             | a         | Modalità   |
| -------- | ---------------- | --------- | ---------- |
| C        | Tommaso Morosini | Monza     | prestito   |
| C        | Giordano Trovade | Bisceglie | definitivo |

### Operazioni successive alla sessione invernale
| Acquisti | Acquisti        | Acquisti | Acquisti   |
| R.       | Nome            | da       | Modalità   |
| -------- | --------------- | -------- | ---------- |
| C        | Vittorio Fabris |          | svincolato |

| Cessioni | Cessioni | Cessioni | Cessioni |
| R.       | Nome     | a        | Modalità |
| -------- | -------- | -------- | -------- |

## Risultati

### Serie C

#### Girone di andata
| Arbitro: | Emmanuele (Pisa) |

|            |           |                               |
| Voltan 84’ | Marcatori | 18’ T. Morosini 33’ Mazzocchi |

| Arbitro: | Pascarella (Nocera Inferiore) |

|                           |           |                             |
| Rover 47’ T. Morosini 63’ | Marcatori | 11’ Hraiech 57’, 90+1’ Vano |

| Arbitro: | Fiero (Pistoia) |

|             |           |                        |
| Gerardi 49’ | Marcatori | 72’ (rig.) T. Morosini |

| Arbitro: | Maggio (Lodi) |

|  |           |                                        |
|  | Marcatori | 40’, 59’ (rig.) M. Marchi 46’ Scappini |

| Arbitro: | Scatena (Avezzano) |

|  |           |             |
|  | Marcatori | 51’ Ierardi |

| Arbitro: | Collu (Cagliari) |

|                                         |           |  |
| T. Morosini 10’ Mazzocchi 24’ Rover 64’ | Marcatori |  |

| Arbitro: | Cherchi (Carbonia) |

|  |           |                           |
|  | Marcatori | 69’ Turchetta 90+1’ Rover |

| Arbitro: | Scarpa (Collegno) |

|                                                  |           |                                          |
| T. Morosini 18’, 68’ Casiraghi 24’ Mazzocchi 74’ | Marcatori | 15’ Bearzotti 22’ De Grazia 89’ Rossetti |

| Arbitro: | Costanza (Agrigento) |

|               |           |  |
| Scarsella 36’ | Marcatori |  |

| Arbitro: | Delrio (Reggio nell'Emilia) |

|                                 |           |  |
| Mazzocchi 8’ Casiraghi 76’, 78’ | Marcatori |  |

| Arbitro: | Repace (Perugia) |

|  |           |              |
|  | Marcatori | 77’ Petrella |

| Arbitro: | Arena (Torre del Greco) |

|              |           |  |
| Petrella 40’ | Marcatori |  |

| Arbitro: | Giordano (Novara) |

|                            |           |                              |
| Padovan 30’ Latte Lath 76’ | Marcatori | 3’ Mazzocchi 90’ T. Morosini |

| Arbitro: | Gariglio (Pinerolo) |

|  |           |               |
|  | Marcatori | 50’ Mazzocchi |

| Arbitro: | De Santis (Lecce) |

|                                                    |           |  |
| Casiraghi 10’ Mazzocchi 11’ T. Morosini 26’ (rig.) | Marcatori |  |

| Arbitro: | Tremolada (Monza) |

|              |           |  |
| Mensah 90+4’ | Marcatori |  |

| Arbitro: | Marchetti (Ostia Lido) |

|  |           |              |
|  | Marcatori | 68’ Pontisso |

| Arbitro: | Monaldi (Macerata) |

|  |           |                                        |
|  | Marcatori | 11’ (rig.) T. Morosini 45+1’ Mazzocchi |

| Arbitro: | Pascarella (Nocera Inferiore) |

|  |           |                           |
|  | Marcatori | 12’ Pergreffi 54’ Nannini |

#### Girone di ritorno
| Arbitro: | Pirrotta (Barcellona Pozzo di Gotto) |

|                          |           |  |
| Ierardi 2’ Turchetta 52’ | Marcatori |  |

| Arbitro: | Natilla (Molfetta) |

|            |           |               |
| Biasci 19’ | Marcatori | 73’ Casiraghi |

| Arbitro: | Scarpa (Collegno) |

|                                                    |           |             |
| Mazzocchi 7’, 10’ Beccaro 46’ Casiraghi 72’ (rig.) | Marcatori | 25’ Letizia |

| Arbitro: | Marcenaro (Genova) |

|             |           |  |
| Zamparo 55’ | Marcatori |  |

| Arbitro: | Pashuku (Albano Laziale) |

|                                                       |           |  |
| Rover 26’ Beccaro 37’ Gigli 49’ Tait 56’ Petrella 73’ | Marcatori |  |

| Arbitro: | Bitonti (Bologna) |

|                         |           |                       |
| Cremona 27’ Scrosta 89’ | Marcatori | 11’ (rig.) Berardocco |

| Arbitro: | Gualtieri (Asti) |

|                |           |  |
| Rover 25’, 53’ | Marcatori |  |

| Arbitro: | Longo (Paola) |

|              |           |  |
| Spagnoli 26’ | Marcatori |  |

| Bolzano 26 febbraio 2020 28ª giornata | Südtirol | – (annullata) | Feralpisalò | Stadio Druso |

| Gubbio 1º marzo 2020 29ª giornata | Gubbio | – (annullata) | Südtirol | Stadio Pietro Barbetti |

| Bolzano 8 marzo 2020 30ª giornata | Südtirol | – (annullata) | Cesena | Stadio Druso |

| Verona 15 marzo 2020 31ª giornata | Virtus Verona | – (annullata) | Südtirol | Centro sportivo Mario Gavagnin-Sinibaldo Nocini |

| Bolzano 22 marzo 2020 32ª giornata | Südtirol | – (annullata) | Imolese | Stadio Druso |

| Bolzano 25 marzo 2020 33ª giornata | Südtirol | – (annullata) | Padova | Stadio Druso |

| San Benedetto del Tronto 29 marzo 2020 34ª giornata | Sambenedettese | – (annullata) | Südtirol | Stadio Riviera delle Palme |

| Bolzano 5 aprile 2020 35ª giornata | Südtirol | – (annullata) | Triestina | Stadio Druso |

| Vicenza 11 aprile 2020 36ª giornata | L.R. Vicenza | – (annullata) | Südtirol | Stadio Romeo Menti |

| Bolzano 19 aprile 2020 37ª giornata | Südtirol | – (annullata) | Ravenna | Stadio Druso |

| Piacenza 26 aprile 2020 38ª giornata | Piacenza | – (annullata) | Südtirol | Stadio Leonardo Garilli |

#### Play-off
| Arbitro: | Paterna (Teramo) |

|  |           |            |
|  | Marcatori | 80’ Brivio |

### Coppa Italia
| Arbitro: | Kumara (Verona) |

|                                                     |           |                  |
| T. Morosini 9’ Romero 54’ Ierardi 74’ Mazzocchi 89’ | Marcatori | 63’, 83’ Corvino |

| Arbitro: | Massa (Imperia) |

|              |           |                              |
| Paolucci 26’ | Marcatori | 8’ Casiraghi 83’ T. Morosini |

| Arbitro: | Aureliano (Bologna) |

|                                 |           |                 |
| Lasagna 49’ Mandragora 70’, 88’ | Marcatori | 66’ T. Morosini |

### Coppa Italia Serie C
| Arbitro: | Bordin (Bassano del Grappa) |

|  |           |                 |
|  | Marcatori | 29’ L. Guidetti |

## Statistiche

### Statistiche di squadra
| Competizione         | Punti | In casa | In casa | In casa | In casa | In casa | In casa | In trasferta | In trasferta | In trasferta | In trasferta | In trasferta | In trasferta | Totale | Totale | Totale | Totale | Totale | Totale | D.R. |
| Competizione         | Punti | G       | V       | N       | P       | Gf      | Gs      | G            | V            | N            | P            | Gf           | Gs           | G      | V      | N      | P      | Gf     | Gs     | D.R. |
| -------------------- | ----- | ------- | ------- | ------- | ------- | ------- | ------- | ------------ | ------------ | ------------ | ------------ | ------------ | ------------ | ------ | ------ | ------ | ------ | ------ | ------ | ---- |
| Serie C              | 48    | 13      | 9       | 0       | 4       | 30      | 14      | 14           | 6            | 3            | 5            | 14           | 11           | 27     | 15     | 3      | 9      | 43     | 24     | +19  |
| Coppa Italia         | -     | 1       | 1       | 0       | 0       | 4       | 2       | 2            | 1            | 0            | 1            | 3            | 4            | 3      | 2      | 0      | 1      | 7      | 6      | +1   |
| Coppa Italia Serie C | -     | 1       | 0       | 0       | 1       | 0       | 1       | 0            | 0            | 0            | 0            | 0            | 0            | 1      | 0      | 0      | 1      | 0      | 1      | -1   |
| Totale               | 48    | 15      | 10      | 0       | 5       | 34      | 17      | 16           | 7            | 3            | 6            | 17           | 15           | 31     | 17     | 3      | 11     | 50     | 31     | +19  |

### Andamento in campionato
| Giornata  | 1 | 2  | 3 | 4  | 5  | 6 | 7 | 8 | 9 | 10 | 11 | 12 | 13 | 14 | 15 | 16 | 17 | 18 | 19 | 20 | 21 | 22 | 23 | 24 | 25 | 26 | 27 | 28 | 29 | 30 | 31 | 32 | 33 | 34 | 35 | 36 | 37 | 38 |
| --------- | - | -- | - | -- | -- | - | - | - | - | -- | -- | -- | -- | -- | -- | -- | -- | -- | -- | -- | -- | -- | -- | -- | -- | -- | -- | -- | -- | -- | -- | -- | -- | -- | -- | -- | -- | -- |
| Luogo     | T | C  | T | C  | T  | C | T | C | T | C  | T  | C  | T  | T  | C  | T  | C  | T  | C  | C  | T  | C  | T  | C  | T  | C  | T  | C  | T  | C  | T  | C  | C  | T  | C  | T  | C  | T  |
| Risultato | V | P  | N | P  | V  | V | V | V | P | V  | V  | V  | N  | V  | V  | P  | P  | V  | P  | V  | N  | V  | P  | V  | P  | V  | P  | –  | –  | –  | –  | –  | –  | –  | –  | –  | –  | –  |
| Posizione | 7 | 10 | 9 | 15 | 11 | 6 | 5 | 4 | 7 | 5  | 3  | 3  | 4  | 2  | 2  | 3  | 5  | 5  | 5  | 4  | 4  | 4  | 4  | 4  | 4  | 4  | 4  | –  | –  | –  | –  | –  | –  | –  | –  | –  | –  | –  |

Legenda:

Luogo: C = Casa; T = Trasferta. Risultato: V = Vittoria; N = Pareggio; P = Sconfitta.